# Anne de Leiningen-Falkenbourg
Anne de Leiningen-Falkenbourg (en allemand Anna von Leiningen-Dagsburg-Falkenburg) est née à Dabo (village de Moselle, mais allemand rattaché au Grafschaft Dagsburg jusqu'en 1793) le 25 mai 1625 et meurt à Idstein le 24 décembre 1688. Elle est une noble allemande, fille de Philippe-Georges de Leiningen-Dagsbourg (1582-1627) et d'Anne d'Erbach (1582-1650). 

## Mariage et descendance
Le 6 décembre 1646 elle se marie à Strasbourg avec Jean de Nassau-Idstein (1603-1677), fils du comte Louis II de Nassau-Weilbourg (1565-1627) et de la comtesse Anne-Marie de Hesse-Cassel (1567-1626). Ils ont 10 enfants :
- Charles (1649-1651)
- Georges Guillaume (1656-1657)
- Philippe-Louis (1662-1664)
- Georges-Auguste de Nassau-Idstein (1665-1721), marié avec Henriette-Dorothée d'Oettingen (1672-1728).
- Christine Élisabeth (1651-1676)
- Éléonore Louise (1653-1677)
- Ernestine (1654-1655)
- Jeanne (1657-1733), mariée avec Christian-Louis de Waldeck († 1706)
- Sibylle-Charlotte (1658-1660)
- Dorothée-Amélie (1661-1740), mariée avec Luís Frederic de Wied († 1709)